# Du fleuve à la mer

Carte d'Israël, de la Palestine et du Jourdain.

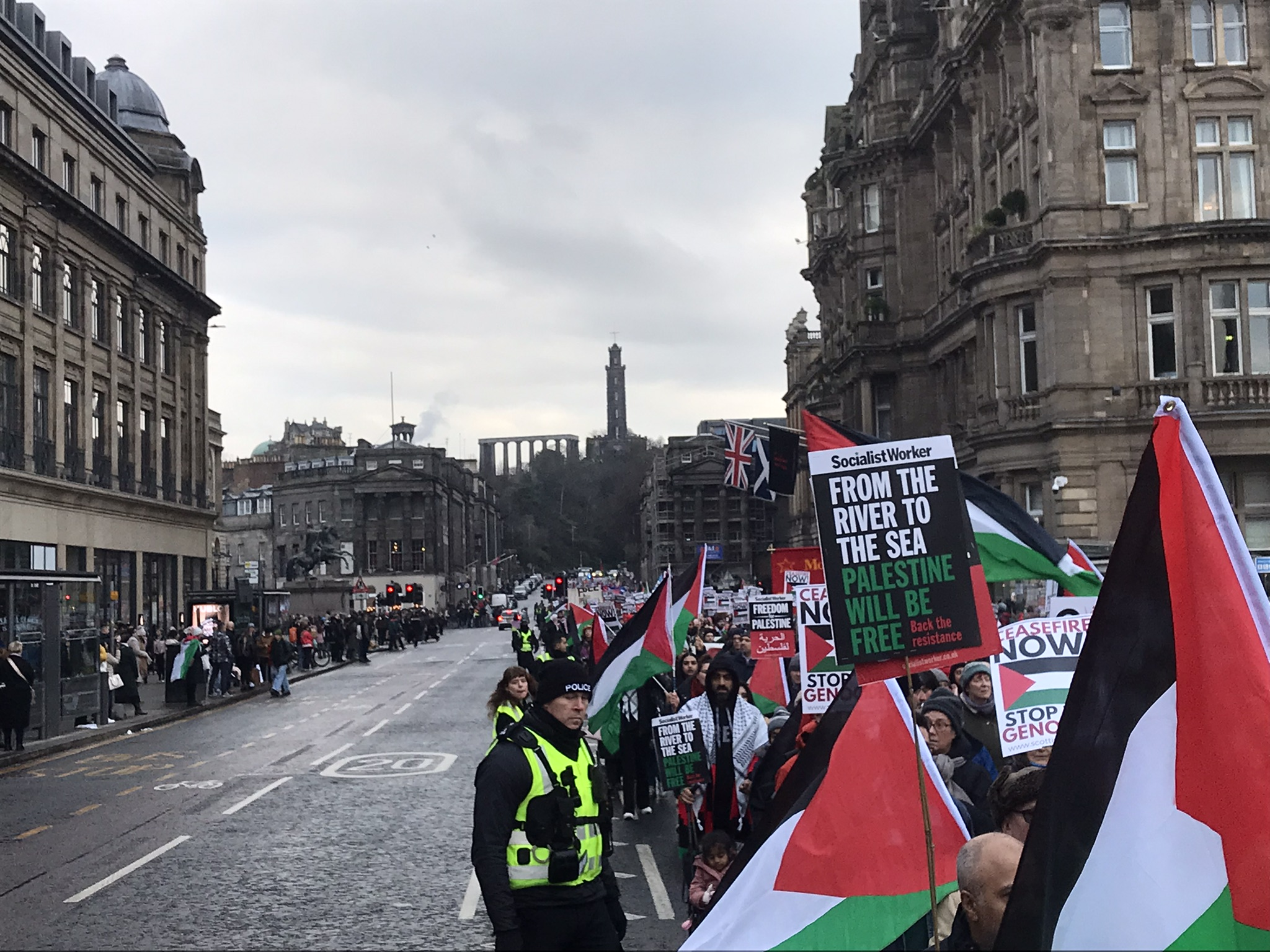
Pancarte reprenant le slogan From the River to the Sea, Palestine will be free à l'occasion d'une manifestation propalestinienne à Édimbourg, le 2 décembre 2023.

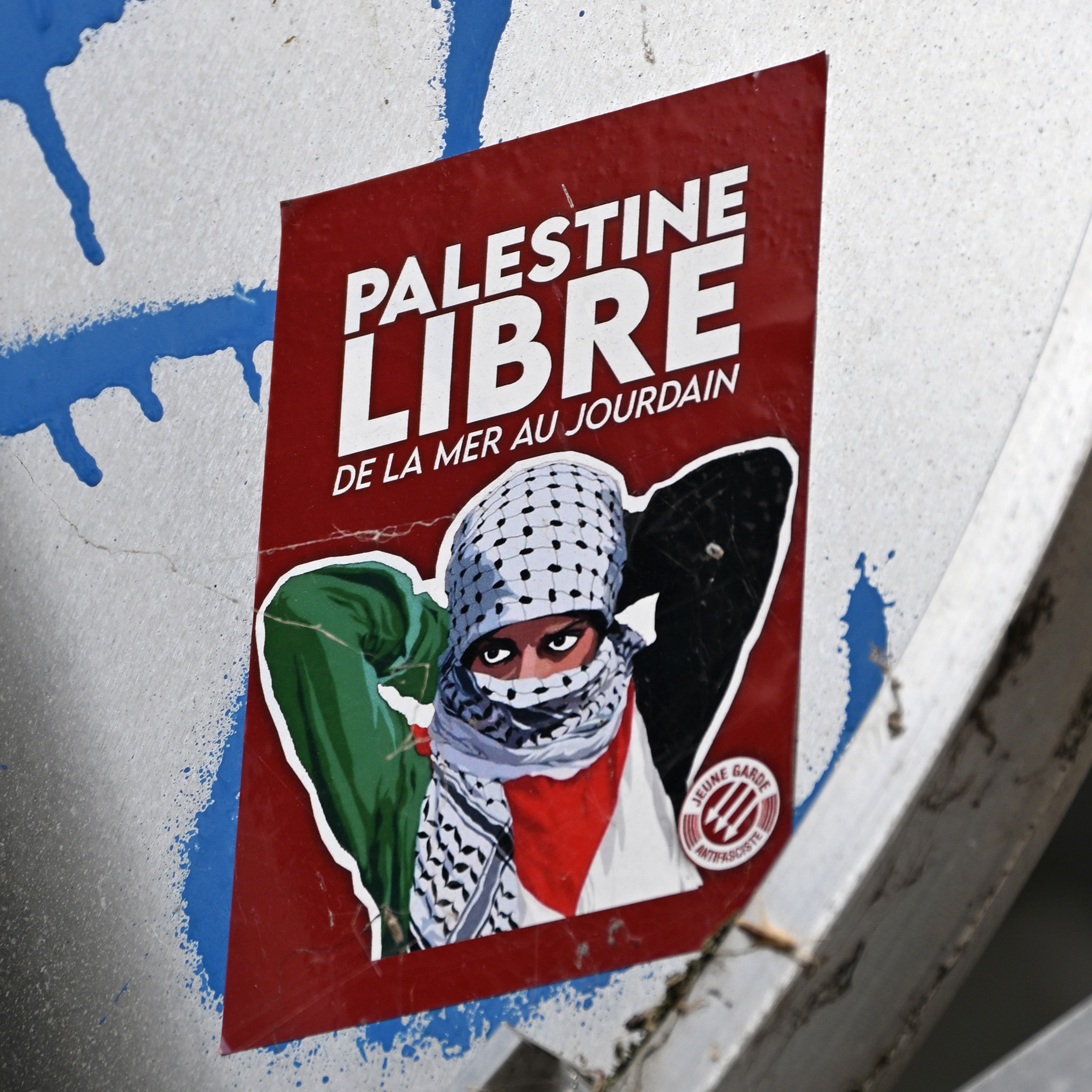
Autocollant reprenant le slogan Palestine libre, de la mer au Jourdain dans une ville française en 2025.

« De la rivière à la mer », « Du fleuve à la mer » ou « De la mer au Jourdain » (en arabe : من النهر إلى البحر (min an-nahr ’ilā l-baḥr) ou en arabe palestinien : من المياه للمياه, min al-mayeh lil-mayeh), en anglais : From the River to the Sea), en forme longue « De la rivière à la mer, la Palestine sera libre », est un slogan politique propalestinien controversé, antisioniste, pouvant revêtir, dans certains contextes, un caractère antisémite,.
Il fait référence à un territoire allant de la mer Méditerranée au Jourdain sur lequel la souveraineté devrait, selon certains soutiens de la Palestine, s'exercer. À l'inverse, il est aussi utilisé par des partisans pro-Israéliens, pour revendiquer la souveraineté israélienne sur ce territoire.
Lors de la guerre à Gaza depuis 2023, les opposants à l'existence d'un État palestinien ou binational soulignent l'utilisation de ce slogan par les militants pacifistes pour les disqualifier, les assimilant parfois à des antisémites ou les accusant de vouloir la disparition d'Israël.

## Définition
Les diverses interprétations qu'il peut recevoir en font une formule polémique, qui peut être comprise comme réclamant un État binational ou un unique État palestinien, avec ou sans égalité des droits entre Arabes et Juifs, s'étendant du fleuve Jourdain à la mer Méditerranée, et comprenant les territoires qui constituaient la Palestine mandataire, c'est-à-dire les actuels État d'Israël, Jérusalem-Est, Cisjordanie et bande de Gaza ; parfois utilisée pour exprimer une volonté de destruction d'Israël dans la région, elle peut aussi être, selon son contexte, employée de manière provocatrice ou non sans velléité d'abolition de l'État hébreu.

## Origine de l'expression
Les origines précises de cette expression font débat. Selon l'historien américain Robin D. G. Kelley, la phrase fut d'abord  « un slogan sioniste renvoyant aux limites de Eretz Israel »[réf. nécessaire]. L'historien israélo-palestinien Omer Bartov remarque que l'usage sioniste de cette expression est antérieur à la création de l’État d'Israël en 1948. Le sionisme révisionniste, mouvement de droite dirigé par Vladimir Jabotinsky au début du XXe siècle, souhaitait l'établissement d'un État juif sur l'ensemble de la Palestine. Un de leurs slogans disait : « Le Jourdain a deux berges ; l'une nous appartient, et l'autre aussi », suggérant l'extension d'un État juif par-delà ce fleuve. En 1977, le concept apparaît dans un manifeste du parti politique israélien Likoud, établissant qu'« entre la mer et le Jourdain, il n'y a qu'une souveraineté israélienne ».
L'origine de l'usage palestinien de cette expression est elle aussi peu claire. Kelley écrit qu'elle a été adoptée par l'Organisation de libération de la Palestine dans le milieu des années 60. Elliott Colla remarque, quant à lui, qu'« on ne peut dire clairement quand le slogan « du fleuve à la mer » est apparu pour la première fois dans la culture protestataire palestinienne ». Ce dernier écrit ne pas avoir trouvé cette expression dans les publications révolutionnaires palestiniennes des années 60 et 70 : « Cette phrase n'apparaît nulle part dans les chartes nationales palestiniennes de 1964 ou 1968, ni dans celle du Hamas de 1988 ».
L'expression apparaît dans des traductions anglaises de sources arabes au début des années 70. En 1979, elle est invoquée par des délégués participant au congrès palestinien d'Amérique du Nord. Colla remarque que des activistes de la première intifada (1987-1993) « se souviennent avoir entendu des variantes de ce slogan en arabe depuis la fin des années 80 ». Il ajoute que des graffiti de cette expression sont documentés à cette période par l'historien palestinien Saleh Abd Al-Jawad et l'anthropologue Julie Peteet.
L'expression est reprise par le Hamas. En 2012, le chef du Hamas Khaled Mechaal déclare « La Palestine est à nous, du fleuve à la mer et du nord au sud. Il n'y aura aucune concession sur le moindre morceau de cette terre ». La charte du mouvement islamiste reprend également cette expression en 2017, affirmant « rejeter toute alternative à la libération entière et complète de la Palestine, du fleuve à la mer ».

## Débats sur le caractère antisémite du slogan
Plusieurs organisations majeures de défense des intérêts juifs, comme l'Anti-Defamation League ou l'American Jewish Committee, y voient un discours à caractère antisémite, niant à Israël son droit à l'existence, faisant l'apologie du terrorisme, et pouvant soutenir implicitement la commission d'un génocide à l'encontre des Juifs israéliens,.
Le slogan est pourtant utilisé par la droite israélienne. En 1977, le parti Likoud l'utilise notamment dans son manifeste de campagne précité : « Entre la mer et le Jourdain, il n'y a qu'une souveraineté israélienne ». Plus récemment, des hommes politiques comme Gideon Sa'Ar et Uri Ariel, membres du parti d'extrême-droite Le Foyer juif, utilisent à leur tour cette expression.

## Polémiques

### Rima Hassan
La reprise du slogan dans un post X, le 5 novembre 2023, par Rima Hassan, militante franco-palestinienne et candidate LFI aux élections européennes de 2024, en réaction à la guerre à Gaza, participe à sa convocation par la police, le 19 avril 2024, pour apologie du terrorisme.

### Rashida Tlaib
Le 7 novembre 2023, l'élue démocrate de la Chambre des représentants des États-Unis Rashida Tlaib, d'origine palestinienne, est censurée par ses pairs pour avoir utilisé le slogan, par 234 voix pour et 188 contre. La motion, portée par les Républicains, qualifie la formule d'« appel génocidaire à la violence pour détruire l’État d’Israël et son peuple afin de le remplacer par un État palestinien s’étendant du Jourdain à la Méditerranée ».

## Statut légal

### Allemagne
Le 6 juin 2024, le tribunal régional de Mannheim (de) juge que la simple utilisation du slogan ne suffit pas à constituer une infraction pénale.

### Tchéquie
Le 16 novembre 2023, le ministère de l'Intérieur de Tchéquie déclare que l'utilisation du slogan peut constituer une infraction pénale dans certaines circonstances.

### États-Unis
Le 16 avril 2024, la chambre des représentants des États-Unis adopte, par 377 voix contre 44, une résolution qualifiant le slogan d'« appel aux armes antisémite qui n'a d'autre but que d'éradiquer l'État d'Israël, situé entre le Jourdain et la mer Méditerranée ».